# Oxyopes gaofengensis
Oxyopes gaofengensis là một loài nhện trong họ Oxyopidae.
Loài này thuộc chi Oxyopes. Oxyopes gaofengensis được miêu tả năm 2005 bởi Zhang, Zhang & Joo-Pil Kim.